# Lapeyrugue
Lapeyrugue ist eine französische Gemeinde mit 94 Einwohnern (Stand: 1. Januar 2022) im Département Cantal in der Region Auvergne-Rhône-Alpes (vor 2016 Auvergne); sie gehört zum Arrondissement Aurillac und zum Kanton Arpajon-sur-Cère. Die Einwohner werden Peyruguiens genannt.

## Geographie
Lapeyrugue liegt etwa 24 Kilometer südsüdöstlich von Aurillac am Goul, der die Gemeinde im Osten begrenzt. Umgeben wird Lapeyrugue von den Nachbargemeinden Ladinhac im Norden, Murols im Nordosten, Saint-Hippolyte im Osten und Süden, Montsalvy im Süden und Südwesten sowie Labesserette im Westen und Nordwesten.

## Bevölkerungsentwicklung
| Jahr                       | 1962 | 1968 | 1975 | 1982 | 1990 | 1999 | 2006 | 2011 | 2019 |
| Einwohner                  | 205  | 173  | 164  | 167  | 141  | 128  | 110  | 104  | 99   |
| Quellen: Cassini und INSEE |      |      |      |      |      |      |      |      |      |

## Sehenswürdigkeiten
- Kirche Notre-Dame-de-l’Assomption